# Lucca Madona
Lucca Madona je oljna slika zgodnjega nizozemskega mojstra Jana van Eycka, naslikana približno leta 1437.  Prikazuje Marijo, ki sedi na lesenem prestolu, nad njo je lesena krošnja in doji dojenčka Jezusa. Mizarski izdelek nakazuje, da je bil nekoč notranja tabla triptiha, majhnost pa kaže, da je bil namenjen zasebni pobožnosti. Slika je v zbirki muzeja Städel v Frankfurtu ob Majni.
Znana je pod imenom Lucca Madona, saj je v začetku 19. stoletja pripadala zbirki Karla II., vojvode Parme in Lucce. Gre za eno poznih del Jana van Eycka. Devica je bila prepoznana kot portret slikarjeve žene  Margarete, ki jo je van Eyck naslikal tudi kot posvetni portret. 

## Ikonografija
Devica sedi na lesenem prestolu, kronanem s krošnjo, s štirimi majhnimi kipi levov iz medenine. To namiguje na Salomonov prestol, ki je imel na straneh in stopnicah dvanajst levov.(1 Kr 10,18-20 in Krn 9,17-19) Ikonografija meša zgodnejši slog doječe Marije s prestolom modrosti. Kot pravi Speculum Humanae Salvationis (ali ogledalo človeškega odrešenja): »prestol pravega Salomona je, najsvetejša Devica Marija, v kateri je sedel Jezus Kristus, prava modrost«.
Kot na mnogih Van Eyckovih slikah in njegovih sodobnikov je tudi ta primerjava podrobneje opisuje Marijo, ki je podobna oltarju, saj podpira svojega dojenčka Jezusa v naročju, ki je prikazan prevelik in sploščen, tako kot oltar podpira Kristusovo navzočnost pri hostiji pri maši. K tej pripombi prispeva bela tkanina pod njim, nad barvno bogatejšo Marijino obleko in niša na desni, ki spominja na piscino, kjer je bila voda, da si je duhovnik umil roke. Nenavadna oblika sobe, zelo ozka za tako velik stol, nakazuje majhno kapelico.
Sadeža na okenski polici sicer nista pozitivno identificirana, gre pa za jabolka ali pomaranče, kar bi bilo aluzija na raj. Desna stranska stena je zrcalna slika okna, polica pa vsebuje prazen svečnik in napolnjen steklen vrč ali bučko. Na spodnji polici je velika skleda ali umivalnik. Talne ploščice so oblikovane iz modrih in belih geometrijskih vzorcev, ki jih večinoma prekriva preproga pod dno. prestola

## Položaj v van Eyckovem opusu
Lucca Madonna je ena od šestih ohranjenih Van Eyckovih slik Marije, ki so datirane v obdobje med dokončanjem Gentskega oltarja in njegovo smrtjo junija 1441. To so:
- Dresdenski triptih iz leta 1437, kjer ima Marija, tako kot v Lucca Madonni, dva prstana na levem prstancu.[6]
- Madona v cerkvi, Gemäldegalerie, Berlin
- Madona kanclerja Rolina, muzej Louvre